# Samagaun
Samagaun (en népalais : समागाउँ) est un comité de développement villageois du Népal situé dans le district de Gorkha. Au recensement de 2011, il comptait 604 habitants.